# Хауберг, Соня
Соня Хауберг (Сонья, дат. Sonja Hauberg; 1918—1947) — датская писательница, известная в основном как романистка. Первоначально она писала стихи и рассказы, а в 1942 году дебютировала с многообещающим романом «Чего вы от меня хотите?» (Hvad vil du mig?). Её самой успешной работой стал роман взросления «Семь лет для Леи» (Syv Aar for Lea, 1944). Будучи членом Коммунистической партии Дании, она умерла в 27-летнем возрасте, заразившись тифом на съезде прокоммунистических писателей, который она организовала в Финляндии.

## Семья и ранние годы
Соня Хауберг родилась 5 марта 1918 года в копенгагенском районе Фредериксберг в семье архитектора Харальда Хауберга (1883—1956) и его жены Анна, урожденной Герсинг (1888—1977), сестры художника Харальда Герсинга. После поступления в Ордрупскую гимназию в 1937 году она изучала датскую литературу в Копенгагенском университете. В июле 1938 года она вышла замуж за дипломата Вагна Хоффмейера Хельгаарда. Брак был расторгнут в 1941 году. В июле 1945 года она вышла замуж за художника Рихарда Мортенсена. У них родился сын Финн Хауберг Мортенсен (1946), который станет исследователем скандинавской литературы.

## Творческий путь
Еще будучи студенткой, Хауберг публиковала стихи, рассказы и очерки в журнале Vild Hvede, а также писала статьи для ежедневных газет. Вместе с поэтами Туве Дитлевсен, Мортеном Нильсеном и Питом Хайном она была членом Клуба молодых художников (или творцов, Unge Kustnernes Klub). Во время Второй мировой войны она писала антифашистскую поэзию, вдохновлявшую датское движение сопротивление, подпольно им издаваемую и распространяемую.
В 1942 году она опубликовала свой первый роман «Чего вы от меня хотите?» (Hvad vil du mig?) о психическом расстройстве студентки. Гораздо более успешной оказалась её следующая книга «Семь лет для Леи» (Syv Aar for Lea, 1944), в которой ярко показана история о том, как потеря собственного детства привела к отчуждению, когда героиня пошла в среднюю школу и столкнулась с городской жизнью. В ней прослеживается жизнь Рут, сначала со своей семьей в деревне, а затем изучающей математику в Копенгагене и путешествующей в Норвегию. Произведение стало ещё более популярным после того, как в 1945 году получило от издания Politiken премию Kunstnerpris. Роман неоднократно переиздавался к 1980 году, а последний раз — в 2019 году.
В работах Хауберг часто повествуется о женщине, испытывающей любовное влечение к двум мужчинам: другу и любовнику. Это относится и к её пьесе «Эббе Скаммельсон» (Ebbe Skammelsøn), которая была представлена в театре Фредериксберга в июне 1945 года, вскоре после освобождения Дании. Её последняя работа — символический роман «Апрель» (April), описывающая потерянного друга, убитого во время участия в Сопротивлении, — была опубликована посмертно в 1961 году и названа mærkeligste bog (самая странная её книга). Она вышла с трогательным постскриптумом в поэтической прозе, который писательница написала на смертном одре и который заканчивался словами «Знаете ли вы, как тихо сердце, когда оно умирает» (Véd I hvor stille et Hjerte er naar det dør).

## Смерть
Будучи активисткой Коммунистической партии Дании, в 1947 году Хауберг занималась организацией в Финляндии встречу идеологически близких писателей с участием скандинавских и советских коллег. Во время своей поездки она заболела тифом. После длительного лечения в больнице писательница скончалась в Копенгагене 2 августа 1947 года.
В сборнике «Датские поэты XX века» (Danske Digtere i det 20. århundrede, 1980) её сын Финн Хауберг Мортенсен посвятил матери отдельную главу.